# Партерный сад на площади у Каскада Драконов
Партерный сад — ансамбль в Петергофе, в восточной части Нижнего парка, на площади у Шахматной горы напротив террасированных откосов.
Каскад Драконов расположен на естественном склоне, по оси Монплезирской аллеи. Симметрично по отношению к нему на площади размещены Римские фонтаны, окружённые буленгринами (партерами, расположенными ниже окружающих их дорожек, центральная из которых переходит в Монплезирскую аллею). От площади расходятся семь аллей: аллея к Большому дворцу, аллея к фонтану «Адам», Берёзовая (ко дворцу Марли), Монплезирская, Оранжерейная (к оранжерее и Большому каскаду), Пирамидная (к фонтану «Пирамида») и Никольская (к парку «Александрия»).
Планировка площади возникла в 1715—1721 годах, во время организации фигурного «приступа» из подножия склона. В следующие пять лет, во время организации Руинного каскада, на склоне по плану Николо Микетти были насыпаны и укреплены террасы, площадь обрела полуовальную форму и была обсажена деревьями.
Выполнение проекта Микетти затянулось до 1736 года и так и не было завершено. Только после того, как в 1739 году построили три фонтана, в 1746 году склон украсили пятиярусными террасами по чертежам Б. Фока и высадили на них штамбовые стриженные деревья. При перемещении Римских фонтанов в 1763 году Фок добавил на площадь буленгрины с цветниками, сделал полукружные аллеи с севера и поставил на площадь берсо и трельяжные павильоны; убранство было утрачено после 1770-х годов.
Узорные ковровые цветники партерного сада были утрачены во время Великой Отечественной войны; в конце 1940-х годов площадь перед каскадом представляла собой несколько травяных газонов, окаймленных подстриженным кустарником. В дальнейшем ковровые цветники были восстановлены.
У начала Монплезирской аллеи на площади стоят мраморные статуи — Антиной Капитолийский и Аполлино.
«Антиной» и «Аполлино» были сделаны в 1790-х годах. Антиной скопирован с греческой мраморной статуи I века до н. э. (эпоха эллинизма), Аполлино — с греческого оригинала IV века до н. э. школы Праксителя. Изначально Антиной украшал Михайловский замок, после смерти Павла I был перенесён в Таврический дворец. Аполлино также стоял в Таврическом дворце. Затем обе статуи украшали парадную наружную лестницу Бельведера, в марте 1930 года были перенесёны в Петровский подъезд Большого Петергофского дворца, на текущем месте были установлены в 1937 году. Во время войны хранились под землёй, были извлечены в 1944 году, отреставрированы и установлены вновь на то же место в 1947 году.
Копии «Антиноя» можно встретить в Китайском садике  Петергофа и в числе статуй Большого каскада, «Аполлино» — в восточном Квадратном пруду Верхнего сада, на каскаде «Золотая гора» и в Монплезирском саду (а также, вне Петергофа, в Верхнем парке Ораниенбаума и на фасаде Павловского дворца).